# Gamla Haga

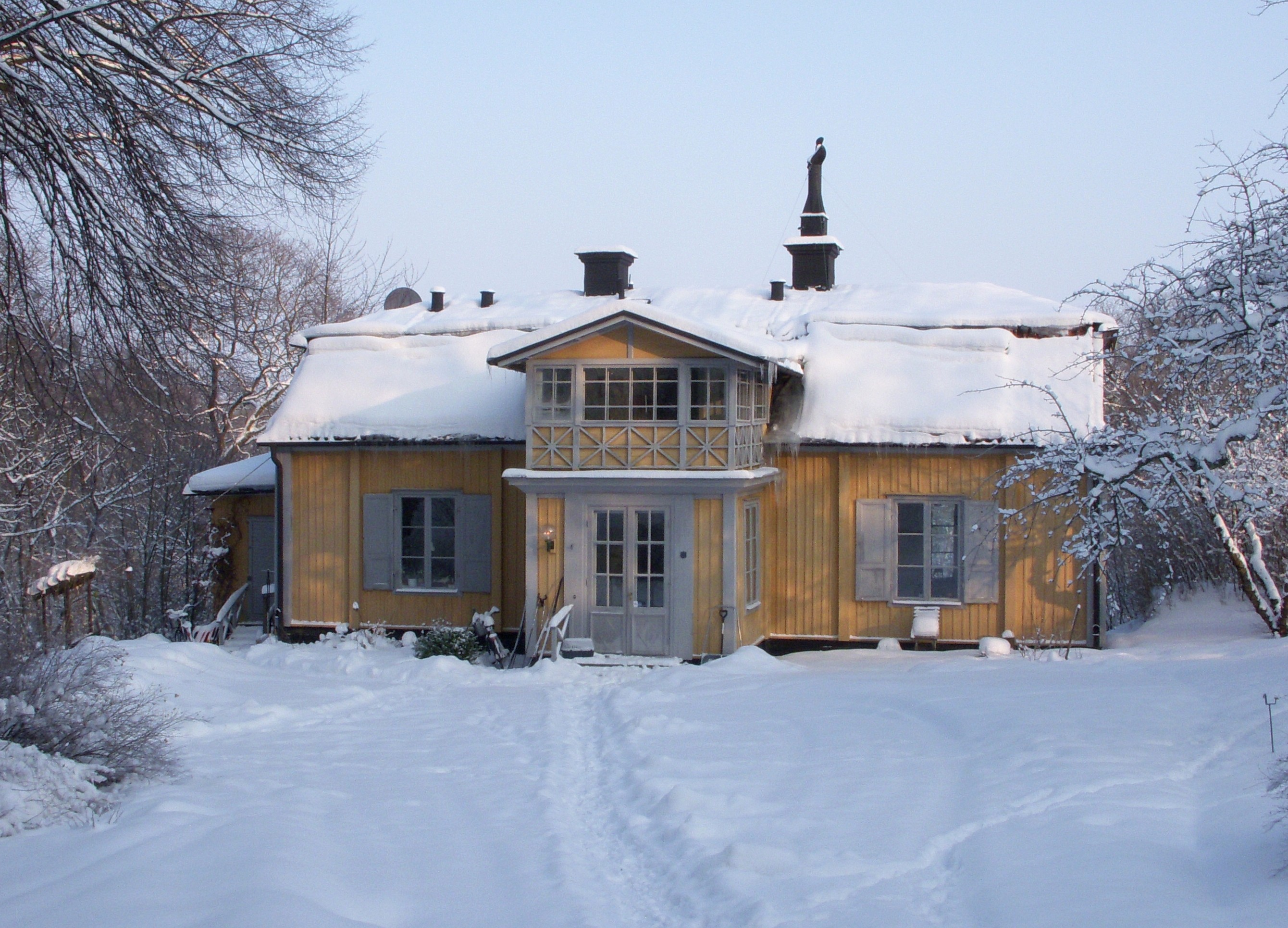
Gamla Haga, "Stora huset" i januari 2010

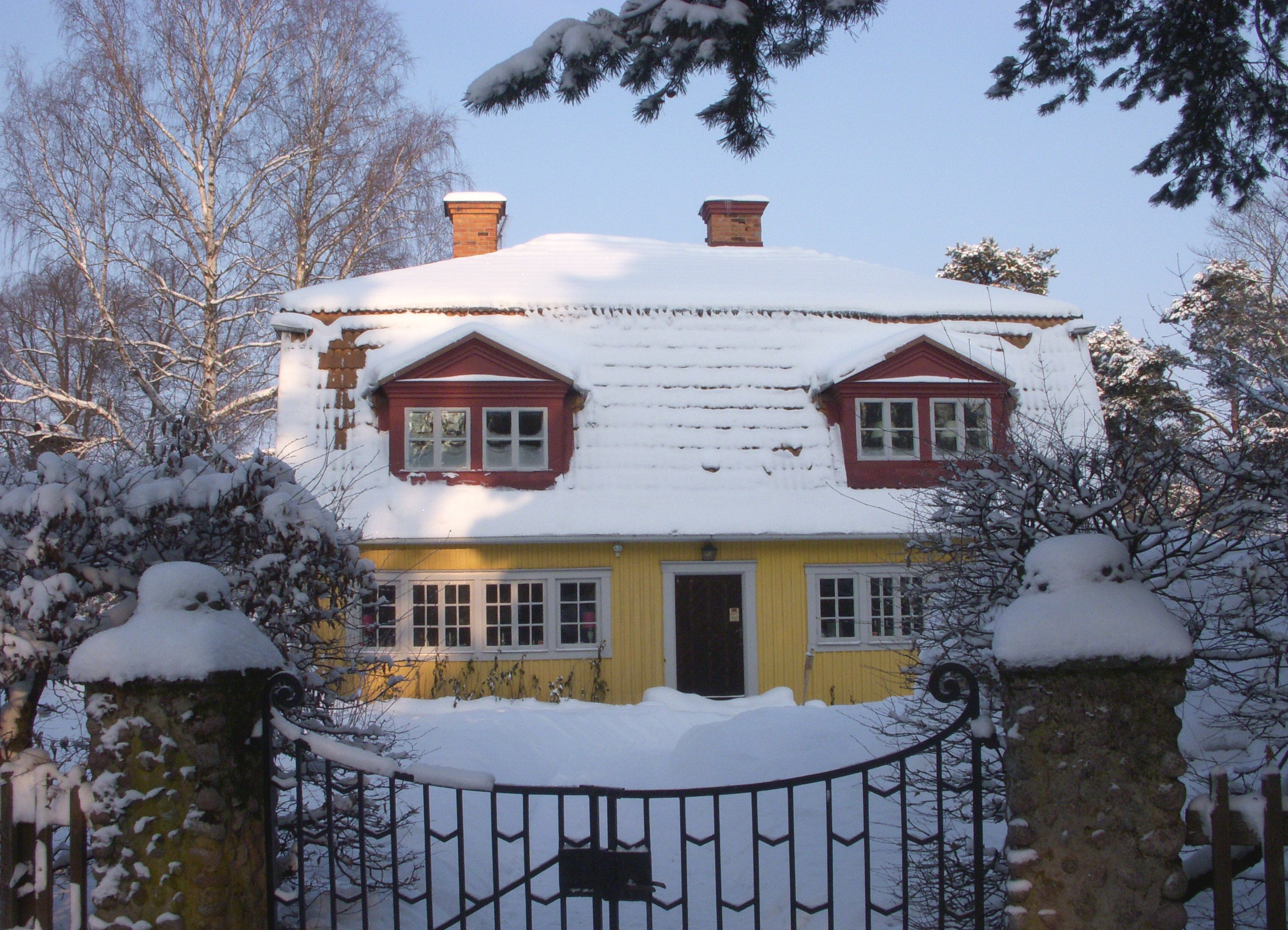
"Vaktflygeln" i januari 2010

Gamla Haga är en tidigare gård, ursprungligen en prästgård i Hagaparken, Solna. Här bodde Gustav III då han vistades på Haga innan Gustav III:s paviljong uppfördes. Bebyggelsen vid Gamla Haga består idag av Stora huset, Köksflygeln samt Vaktflygeln. Gamla Haga är ett statligt byggnadsminne.
Ursprungligen var gården en prästgård under Solna församling. Bebyggelsen var då belägen ca 200 meter norr om Gamla Hagas nuvarande plats på den äng som vetter mot Brunnsviken, som numera kallas för Vasaslätten. I Gamla Haga fanns även ett värdshus, Gamla Haga värdshus. Ett exakt läge för Gamla Haga värdshus kan inte ges. Källorna anger olika punkter: "i närheten av den stora landsvägen" (Uppsalavägen), "inte så långt från grindarna" (Norrtull) eller "nära sjön" (Brunnsviken). Enligt Axel von Fersen skulle Gustav III tillsammans med sina förtrogna har planerat 1772 års statsvälvning i detta värdshus.
Efter kungens förvärv år 1771 av "Prestegorna", "Hagen" eller "Haga gård" (alla namnen på den gamla gården användes) lät kungen år 1785 flytta byggnaderna till deras nuvarande plats på höjden nedanför den Turkiska kiosken. Gustav III lät även bygga en provisorisk täckt gång, försedd med kakelugnar, mellan Turkiska kiosken och bostaden Gamla Haga.
Byggnaderna har omisskännliga 1700-talsdrag, men kan ursprungligen vara från 1600-talet, då byggnaderna torde ha uppförts som delar i en prästgårdsanläggning. Stora huset är anlagt som en sexrumsplan, men rummen på bottenplanet mot söder slogs sannolikt ihop till ett rum, för att möjligtvis få ett spatiösare rum åt kungens representation. Detta rum användes sedermera av kungen som matsal. Övriga rum på bottenplanet är "Cabinettet", kungens skrivrum och garderob, kungens "Sängkammare" samt ett "Förmak" (numera inrett till kök). 
Kungen vistades mycket på Gamla Haga, då vistelsen där erbjöd välbehövlig vila och avbrott i det stela hovlivet på slottet. Gamla Haga var således för kungen en plats för rekreation i rousseausk anda. Vid kungens "Maison favorite", som Gamla Haga benämnts av kungen, kunde han samla sina riktigt nära vänner och dåtidens konstnärer, bland andra Carl Michael Bellman.